# Argon-Ionen-Laser
Argon-Ionen-Laser (Ar+-Laser) sind Gaslaser, bei denen das Lasermedium aus dem ionisierten Edelgas Argon besteht, vgl. Sauerstoff-Ionen-Laser.
Mit Argon-Ionenlasern lassen sich neben Kupferdampflasern derzeit die höchsten Strahlungsleistungen direkt im sichtbaren Spektralbereich erzeugen.
Argon besitzt bis zu zehn Laserlinien im blauen, grünen und gelbgrünen Bereich des optischen Spektrums.

## Aufbau
| Wellenlänge (nm) | Farbeindruck |
| ---------------- | ------------ |
| 1092,3           | (infrarot)   |
| 528,7            | grün         |
| 514,5            | grün         |
| 501,7            | grün         |
| 496,5            | türkis       |
| 488,0            | türkis       |
| 476,5            | blau         |
| 472,7            | blau         |
| 465,8            | blau         |
| 457,9            | blau         |
| 454,5            | blau         |
| 363,8            | (UV-A)       |
| 351,1            | (UV-A)       |

Argon-Ionen-Laser bestehen aus einer mit Argon gefüllten, vakuumdicht verschweißten Plasmaröhre. Diese Röhre ist normalerweise eine aus Berylliumoxid (BeO) bestehende Keramikröhre. BeO-Keramik besitzt eine hohe Wärmeleitfähigkeit und eine sehr gute Temperaturwechselbeständigkeit, was erforderlich ist, um den enormen Temperaturen des in ihr brennenden Plasmas widerstehen und die dabei freiwerdende Wärme abführen zu können. Je nach Modell und Leistung fließen in dem Plasma 3–60 A bei Spannungen von bis zu 500 V. Während kleine Argonlaser nur ca. 1–2 kW an Wärme erzeugen, bringen es die Größeren auf mehr als 13 kW. Diese hohe Wärmeleistung wird im Inneren der Plasmaröhre erzeugt und muss von dieser abgeführt werden, wofür sich BeO als geeignetes Material erwiesen hat. Diesen hervorragenden Eigenschaften steht jedoch die extreme Giftigkeit des BeO gegenüber. Während kleinere Laser bis 1 W meist mit Luft gekühlt werden können, ist bei größeren Geräten eine Wasserkühlung erforderlich.
Der Gasdruck im Inneren der Plasmaröhre ist üblicherweise niedrig (zwischen 0,1 und 1 mbar) um eine Dopplerverbreiterung der Spektrallinien zu verhindern.
Aufgrund des hohen Leistungsbedarfes werden Argonlaser heute in vielen Bereichen durch frequenzverdoppelte
Nd:YAG-Laser (DPSS) ersetzt, welche zwar nur eine Wellenlänge abgeben können, jedoch bei gleicher optischer Ausgangsleistung weniger als ein Zehntel des Leistungsbedarfes haben.
Typischerweise emittieren Argonlaser nur im sichtbaren Spektralbereich. Die Leistungsangabe bezieht sich dabei normalerweise auf die Summenleistung der sechs stärksten Linien von 514,5 nm bis 457,9 nm. Die stärksten und am häufigsten verwendeten Laserlinien eines Argonlasers sind die grüne 514,5 nm und die türkisblaue 488,0 nm Linie.
Je nach verwendeter Optik können Argonlaser entweder als Singleline-Laser aufgebaut sein, welche dann nur eine einzige Frequenz, und damit monochromatisches Licht erzeugen, oder als Multiline-Laser. Letztere sind in der Lage, auf verschiedenen Frequenzen zu arbeiten, sodass – je nach Konstruktion des Lasers – entweder eine freie Selektion der gewünschten Linie möglich ist, oder aber mehrere Spektrallinien gleichzeitig erzeugt werden.
Die Wellenlängen außerhalb des sichtbaren Bereiches, inkl. der stabilen IR-Linie bei 1092,3 nm, können erzeugt werden, indem die optischen Bauteile durch spezielle IR- oder UV-Optiken ersetzt werden.
Die UV-Linien werden durch doppelt ionisierte Übergänge erzeugt, welche wesentlich höhere Ströme in der Plasmaentladung erfordern. Daher lassen sich nur große High-Power-Laser auf UV-Betrieb umbauen.

### Single-Line-Laser-Konfiguration
Die meisten Anwendungen, wie z. B. Interferometrie oder Holographie verlangen, dass der Laser nur eine einzelne Frequenz, und somit monochromatisches Licht erzeugt. Dies kann erreicht werden, indem der hochreflektierende hintere Spiegel, welcher normalerweise alle Frequenzen wieder zurück in die Laserröhre reflektiert, durch ein sog. Littrow-Prisma (siehe auch Littrow-Spektrometer) ersetzt wird. Dieses Prisma arbeitet als Wellenlängenselektor und besitzt dazu eine vollverspiegelte Seite.

Spektralzerlegung und wellenlängenabhängige Austrittsrichtung im Prisma

Das Licht tritt in das Prisma ein und wird dabei spektral zerlegt, bevor es die Reflexionsschicht erreicht und zurück reflektiert wird. Somit kann nur eine einzige Wellenlänge in die Röhre reflektiert werden, nämlich die, für die aufgrund der Winkelstellung des Prismas die Ablenkung genau 0° beträgt.
Eine weitere Möglichkeit für monochromatisches Licht bietet sich, wenn der teildurchlässige Auskoppelspiegel nur für die gewünschte Wellenlänge reflektierend beschichtet ist (dichroitische Interferenzspiegel). Alle anderen Frequenzen können dann im Laser nicht angeregt werden, da für sie keine ausreichende Mitkopplung vorliegt.
Die Strahlung, welche von derartigen Single-Line-Lasern erzeugt wird, besitzt im Vergleich zu anderen Lichtquellen oder auch frequenzverdoppelten DPSS sehr schmale Linien und extrem hohe Kohärenz. Tatsächlich handelt es sich jedoch nicht um eine einzelne Frequenz, sondern um mehrere, sehr dicht nebeneinander innerhalb der Laserlinie des Argon liegende Frequenzen (Moden). Die Breite dieses Frequenzbandes beträgt ca. 5 GHz. Der Abstand der einzelnen Frequenzen untereinander wird von der Lichtgeschwindigkeit in der Plasmaröhre und dem Abstand der beiden den Resonator bildenden Spiegel zueinander bestimmt. Für einen 1 m langen Resonator ergibt sich somit ein Abstand der Frequenzen von ca. 150 MHz. Dies wird als Modenabstand der Longitudinalmoden bezeichnet.

### Leistungssteuerung und Stabilisierung
Die Ausgangsleistung eines Gasionenlasers kann auf jeden Wert zwischen der Laserschwelle und der maximaler Laserleistung eingestellt werden, indem der Entladungsstrom im Plasma verändert wird.
Plasmen weisen einen negativ differentiellen Widerstand auf, d. h., mit zunehmender Entladungsstromstärke sinkt der Innenwiderstand des Plasmas, was einen lawinenartigen Anstieg der Stromstärke zur Folge hätte. Ohne Strombegrenzung würde sich daher der Laser selbst zerstören.
Die zur Stromregelung eingesetzte Elektronik benötigt daher eine Gegenkopplung: als Regelgröße kann hierbei entweder der durch das Plasma fließende Strom oder die optische Leistung des erzeugten Laserstrahles verwendet werden. Die Elektronik hält dann entweder den Strom im Plasma, oder die Strahlungsleistung des Lasers konstant. Ältere Netzteile sind nach dem Prinzip des Linearreglers aufgebaut. Diese sind daher sehr groß und schwer. Sie erzeugen außerdem eine sehr hohe Verlustwärme und müssen oft mit Wasser gekühlt werden. Neuere Geräte sind als Schaltregler aufgebaut, wodurch sie bei vergleichbarer Leistung wesentlich kleiner und leichter ausfallen. Sie können auch bei höheren Ausgangsleistungen noch mit Luft gekühlt werden.

## Typische Parameter
- optische Ausgangsleistung: 10 mW bis 100 W (typisch 50 mW bis einige Watt)
- Strahlqualität: sehr hoch, Single-Mode-Betrieb
- Strahldurchmesser: um 1 mm
- Kohärenzlänge: bis zu 100 m
- Wirkungsgrad: 0,05–2,5 % (je nach Ausführung)
- Lebensdauer einer Gasfüllung bis zur Regeneration: ca. 500–2000 h je nach Röhrentyp (Verschleiß durch Diffusion, Entweichung, Verunreinigung)
- Abmessungen für 50 mW optische Leistung: Laserkopf: 150 mm × 150 mm × 300 mm, Versorgungsteil: 350 mm × 350 mm × 150 mm (Anschlussleistung 1,5 kW)

## Anwendungen
Argon-Ionen-Laser werden allgemein in der elektrooptischen Forschung eingesetzt, dort dienen sie unter anderem als optische Pumpquelle für andere Laser.
Neben dem Einsatz in Forschung und Entwicklung werden Argon-Ionen-Laser auch in der Unterhaltung (z. B. bei Lasershows), zur strukturierten Fertigung von Objekten, meist in Hochgeschwindigkeitsdruckmaschinen, Fotoplottern oder Holografie, sowie in der Medizin (Dermatologie, Ophthalmologie und Zahntechnik) verwendet.